# Выборы в Саратовскую областную думу (2017)
Выборы депутатов Саратовской областной думы шестого созыва состоялись в Саратовской области 10 сентября 2017 года в единый день голосования, одновременно с выборами губернатора области. Выборы прошли по смешанной избирательной системе: из 45 депутатов 23 были избраны по партийным спискам (пропорциональная система), остальные 22 — по одномандатным округам (мажоритарная система). Для попадания в областную думу по пропорциональной системе партиям необходимо преодолеть 5%-й барьер. Срок полномочий областной думы шестого созыва — пять лет.
На 1 января 2017 года в Саратовской области было зарегистрировано 1 958 431 избирателей.
Председатель Избирательной комиссии Саратовской области — Павел Точилкин.

## Ключевые даты
- 9 июня Саратовская областная дума назначила выборы на 10 сентября 2017 года (единый день голосования)[3].
  - 13 июня решение о назначении выборов было опубликовано в СМИ[3].
- 9 июня Избирательная комиссия Саратовской области утвердила календарный план мероприятий по подготовке и проведению выборов[4].
- с 13 июня по 26 июля — период выдвижения кандидатов и списков[4].
  - агитационный период начинается со дня выдвижения и заканчивается и прекращается за одни сутки до дня голосования[4].
- с 7 по 26 июля — период представления документов для регистрации кандидатов и списков[4].
- с 12 августа по 8 сентября — период агитации в СМИ[4].
- 9 сентября — день тишины[4].
- 10 сентября — день голосования.

## Участники
21 октября 2016 года областная избирательная комиссии определила 6 политических партий, которые имеют право выставить списки кандидатов без сбора подписей избирателей:
- Единая Россия
- Коммунистическая партия Российской Федерации
- ЛДПР
- Справедливая Россия
- Коммунисты России
- Яблоко

### Выборы по партийным спискам
Для регистрации партиям необходимо было собрать от 9793 до 10 772 подписей (0,5 % от числа избирателей).
| 1 | Яблоко — Объединённые демократы | Дмитрий Коннычев • Александр Ермишин • Григорий Гришин | 15 | 18 | зарегистрирован |
| 2 | КПРФ                            | Ольга Алимова                                          | 22 | 40 | зарегистрирован |
| 3 | Справедливая Россия             | Зинаида Самсонова • Демокрит Датов                     | 21 | 56 | зарегистрирован |
| 4 | Единая Россия                   | Валерий Радаев • Иван Кузьмин • Валентина Гречушкина   | 22 | 68 | зарегистрирован |
| 5 | ЛДПР                            | Владимир Жириновский • Дмитрий Пьяных                  | 22 | 61 | зарегистрирован |
| 6 | Коммунисты России               | Александр Гришанцов                                    | 21 | 24 | зарегистрирован |
| *Региональная группа соответствует одномандатному округу и должна включать от 1 до 3 кандидатов. Региональных групп должно быть от 11 до 22. |                                 |                                                        |    |    |                 |
| **Без учёта выбывших кандидатов. Общее число включённых в список кандидатов не может превышать 69 человек.                                   |                                 |                                                        |    |    |                 |

### Выборы по округам
По 22 одномандатным округам кандидаты могли выдвигаться как от партии, так и путём самовыдвижения. Кандидатам необходимо собрать 3 % подписей от числа избирателей соответствующего одномандатного округа.
| Партия | Партия              | Кандидатов | Кандидатов       |
| Партия | Партия              | Выдвинуто  | Зарегистрировано |
| ------ | ------------------- | ---------- | ---------------- |
|        | Единая Россия       | 21         | 18               |
|        | Коммунисты России   | 14         | 14               |
|        | КПРФ                | 22         | 22               |
|        | ЛДПР                | 22         | 22               |
|        | Патриоты России     | 1          | 1                |
|        | Родная Партия       | 1          | 1                |
|        | Справедливая Россия | 22         | 22               |
|        | Самовыдвижение      | 19         | 13               |
| Всего  | Всего               | 122        | 113              |

| №  | Округ         | Состав | Всего избирателей |
| -- | ------------- | --- | ----------------- |
| 1  | Волжский      | частично город Саратов                                                                                    | 83 749            |
| 2  | Заводской     | частично город Саратов                                                                                    | 81 479            |
| 3  | Заводской     | частично город Саратов                                                                                    | 83 617            |
| 4  | Октябрьский   | частично город Саратов                                                                                    | 80 919            |
| 5  | Кировский     | частично город Саратов                                                                                    | 84 088            |
| 6  | Ленинский     | частично город Саратов                                                                                    | 85 533            |
| 7  | Ленинский     | частично город Саратов                                                                                    | 83 085            |
| 8  | Кировский     | частично город Саратов                                                                                    | 93 948            |
| 9  | Вольский      | Вольский район, Хвалынский район, ЗАТО Шиханы                                                             | 95 479            |
| 10 | Петровский    | Базарно-Карабулакский район, Балтайский район, Воскресенский район, Новобурасский район, Петровский район | 91 183            |
| 11 | Ртищевский    | Аркадакский район, Екатериновский район, Ртищевский район, Турковский район                               | 88 003            |
| 12 | Балашовский   | Балашовский район, Романовский район                                                                      | 96 227            |
| 13 | Калининский   | Калининский район, Красноармейский район, Лысогорский район, Самойловский район                           | 93 255            |
| 14 | Татищевский   | Аткарский район, Саратовский район, Татищевский район, ЗАТО Светлый                                       | 101 870           |
| 15 | Марксовский   | Марксовский район, частично Энгельсский район                                                             | 96 114            |
| 16 | Энгельсский   | частично Энгельсский район                                                                                | 90 872            |
| 17 | Энгельсский   | Ровенский район, частично Энгельсский район                                                               | 92 283            |
| 18 | Краснокутский | Александрово-Гайский район, Краснокутский район, Новоузенский район, Питерский район, Советский район     | 99 225            |
| 19 | Ершовский     | Дергачёвский район, Ершовский район, Озинский район, Фёдоровский район                                    | 85 681            |
| 20 | Пугачёвский   | Ивантеевский район, Краснопартизанский район, Перелюбский район, Пугачёвский район, ЗАТО Михайловский     | 80 654            |
| 21 | Балаковский   | Духовницкий район, частично Балаковский район                                                             | 87 520            |
| 22 | Балаковский   | частично Балаковский район                                                                                | 89 197            |

## Социологические исследования
| Опрос                                                                                   | Явка | ЕР   | КПРФ | ЛДПР | СР  | Яблоко | КПКР | Затруднились ответить |
| --------------------------------------------------------------------------------------- | ---- | ---- | ---- | ---- | --- | ------ | ---- | --------------------- |
| Саратовский социально-экономический институт РЭУ им. Г. В. Плеханова, 1-15 августа 2017 | 62 % | 52 % | 12 % | 9 %  | 5 % | 1 %    | 1 %  | 20 %                  |

## Результаты
| Партия                     | Партия                     | по единому округу | по единому округу | по единому округу | по единому округу | по единому округу | по одно- мандатным округам | по одно- мандатным округам | всего | всего | всего   | всего    |
| Партия                     | Партия                     | Голоса            | %                 | +/-               | Мест              | +/-               | Мест                       | +/-                        | Мест  | +/-   | %       | +/-      |
| -------------------------- | -------------------------- | ----------------- | ----------------- | ----------------- | ----------------- | ----------------- | -------------------------- | -------------------------- | ----- | ----- | ------- | -------- |
|                            | «Единая Россия»            | 706 107           | 66,84 %           | ▼11,08 %          | 18                | ▼3                | 18                         | ▼3                         | 36    | ▼6    | 80,00 % | ▼15,45 % |
|                            | КПРФ                       | 154 991           | 14,67 %           | ▲6,40 %           | 3                 | ▲2                | 2                          | ▲2                         | 5     | ▲4    | 11,11 % | ▲8,84 %  |
|                            | ЛДПР                       | 85 098            | 8,06 %            | ▲5,23 %           | 1                 | ▲1                | 1                          | ▲1                         | 2     | ▲2    | 4,44 %  | ▲4,44 %  |
|                            | «Справедливая Россия»      | 60 737            | 5,75 %            | ▲1,21 %           | 1                 | ▬ 0               | 0                          | ▬ 0                        | 1     | ▬ 0   | 2,22 %  | ▼0,05 %  |
|                            |                            |                   |                   |                   |                   |                   |                            |                            |       |       |         |          |
|                            | «Коммунисты России»        | 23 826            | 2,26 %            | ▲0,75 %           | 0                 | ▬ 0               | 0                          | ▬ 0                        | 0     | ▬ 0   | 0 %     | ▬ 0 %    |
|                            | «Яблоко»                   | 12 865            | 1,22 %            | —                 | 0                 | —                 | 0                          | ▬ 0                        | 0     | ▬ 0   | 0 %     | ▬ 0 %    |
|                            | Родная Партия              |                   |                   |                   |                   |                   | 0                          | —                          | 0     | —     | 0 %     | —        |
|                            | «Патриоты России»          | 0                 | ▬ 0               | 0                 | ▬ 0               | 0 %               | ▬ 0 %                      |                            |       |       |         |          |
|                            | Самовыдвижение             | 1                 | ▲1                | 1                 | ▲1                | 2,22 %            | ▲2,22 %                    |                            |       |       |         |          |
| Действительные бюллетени   | Действительные бюллетени   | 1 043 624         | 98,80 %           | ▲0,28 %           |                   |                   |                            |                            |       |       |         |          |
| Недействительные бюллетени | Недействительные бюллетени | 12 723            | 1,20 %            | ▼0,28 %           |                   |                   |                            |                            |       |       |         |          |
| Всего                      | Всего                      | 1 056 347         | 100 %             | —                 | 23                | ▬ 0               | 22                         | ▲1                         | 45    | ▲1    | 100 %   | —        |
|                            |                            |                   |                   |                   |                   |                   |                            |                            |       |       |         |          |
| Явка                       | Явка                       | 1 056 347         | 54,76 %           | ▲7,94 %           |                   |                   |                            |                            |       |       |         |          |
| Общее число избирателей    | Общее число избирателей    | 1 929 175         |                   |                   |                   |                   |                            |                            |       |       |         |          |

### Избранные депутаты

#### По партийным спискам
| Партия                | №  | Список (№ в списке)   | ФИО депутата                      |
| --------------------- | -- | --------------------- | --------------------------------- |
| «Единая Россия»       | 1  | Общий (2)             | Кузьмин Иван Георгиевич           |
| «Единая Россия»       | 2  | Региональный № 2 (2)  | Литневская Юлия Михайловна        |
| «Единая Россия»       | 3  | Региональный № 3 (1)  | Писарюк Владимир Александрович    |
| «Единая Россия»       | 4  | Региональный № 4 (2)  | Антонов Алексей Васильевич        |
| «Единая Россия»       | 5  | Региональный № 5 (1)  | Дзюбан Иван Леонидович            |
| «Единая Россия»       | 6  | Региональный № 7 (1)  | Бушуев Николай Александрович      |
| «Единая Россия»       | 7  | Региональный № 9 (1)  | Бокова Людмила Николаевна         |
| «Единая Россия»       | 8  | Региональный № 10 (1) | Рогожин Вадим Владимирович        |
| «Единая Россия»       | 9  | Региональный № 11 (1) | Лосина Алевтина Вальтеровна       |
| «Единая Россия»       | 10 | Региональный № 13 (1) | Чернышевский Дмитрий Викторович   |
| «Единая Россия»       | 11 | Региональный № 14 (1) | Петров Дмитрий Павлович           |
| «Единая Россия»       | 12 | Региональный № 15 (1) | Алексеев Олег Александрович       |
| «Единая Россия»       | 13 | Региональный № 16 (1) | Ермакова Юлия Петровна            |
| «Единая Россия»       | 14 | Региональный № 17 (2) | Реброва Анастасия Анатольевна     |
| «Единая Россия»       | 15 | Региональный № 18 (1) | Харьков Сергей Петрович           |
| «Единая Россия»       | 16 | Региональный № 19 (1) | Ткаченко Михаил Викторович        |
| «Единая Россия»       | 17 | Региональный № 20 (1) | Капкаев Владимир Васильевич       |
| «Единая Россия»       | 18 | Региональный № 21 (2) | Киракосян Гарик Аратович          |
| КПРФ                  | 1  | Общий (1)             | Алимова Ольга Николаевна          |
| КПРФ                  | 2  | Региональный № 5 (1)  | Нараевский Александр Владимирович |
| КПРФ                  | 3  | Региональный № 21 (1) | Есипов Владимир Евгеньевич        |
| ЛДПР                  | 1  | Общий (2)             | Пьяных Дмитрий Сергеевич          |
| «Справедливая Россия» | 1  | Общий (1)             | Самсонова Зинаида Михайловна      |

#### По одномандатным округам
| №  | Округ         | ФИО депутата                     | Партия          |
| -- | ------------- | -------------------------------- | --------------- |
| 1  | Волжский      | Шихалов Максим Львович           | «Единая Россия» |
| 2  | Заводской     | Володин Вячеслав Вячеславович    | «Единая Россия» |
| 3  | Заводской     | Ханенко Дмитрий Борисович        | «Единая Россия» |
| 4  | Октябрьский   | Бондаренко Николай Николаевич    | КПРФ            |
| 5  | Кировский     | Курихин Сергей Георгиевич        | «Единая Россия» |
| 6  | Ленинский     | Анидалов Александр Юрьевич       | КПРФ            |
| 7  | Ленинский     | Беликов Андрей Павлович          | «Единая Россия» |
| 8  | Кировский     | Писной Леонид Александрович      | «Единая Россия» |
| 9  | Вольский      | Агафонов Владимир Юрьевич        | «Единая Россия» |
| 10 | Петровский    | Романов Александр Сергеевич      | «Единая Россия» |
| 11 | Ртищевский    | Саннинский Александр Петрович    | «Единая Россия» |
| 12 | Балашовский   | Суровов Сергей Борисович         | «Единая Россия» |
| 13 | Калининский   | Ковальский Роман Станиславович   | «Единая Россия» |
| 14 | Татищевский   | Ципящук Анатолий Фёдорович       | «Единая Россия» |
| 15 | Марксовский   | Семенец Николай Яковлевич        | «Единая Россия» |
| 16 | Энгельсский   | Воробьёв Андрей Викторович       | «Единая Россия» |
| 17 | Энгельсский   | Денисенко Станислав Владимирович | ЛДПР            |
| 18 | Краснокутский | Чернощёков Леонид Николаевич     | «Единая Россия» |
| 19 | Ершовский     | Кузнецов Николай Иванович        | «Единая Россия» |
| 20 | Пугачёвский   | Артёмов Павел Александрович      | «Единая Россия» |
| 21 | Балаковский   | Чепрасов Иван Васильевич         | самовыдвиженец  |
| 22 | Балаковский   | Болякина Ольга Владимировна      | «Единая Россия» |